# Íngrid Antonijevic
Íngrid Verónica Antonijević Hahn (Iquique, 22 de julio de 1952) es una economista, académica, empresaria y política chilena de ascendencia croata, militante del Partido por la Democracia (PPD). Se desempeñó como ministra de Economía, Fomento y Reconstrucción durante el primer gobierno de la presidenta Michelle Bachelet (entre marzo y julio de 2006).
Ejerció el cargo desde el 11 de marzo de 2006 al 14 de julio del mismo año. Fue reemplazada por el abogado y economista democratacristiano Alejandro Ferreiro.

## Biografía

### Familia y estudios
Es hija de la alemana Ingeborg Hahn Gleibs y de Leandro Antonijevic Bezmalinović, un inmigrante croata ya fallecido. Tiene dos hermanas, Ilona y Nadja.
Es economista de la Universidad de Chile (entre sus compañeros de estudios de esa época se cuentan relevantes personajes públicos, como Nicolás Eyzaguirre, Carlos Ominami y Carlos Cruz). En 1971 a los diecinueve años, mientras estudiaba, se casó con el ingeniero comercial y militante del Partido Socialista (PS); Alejandro Saint-Jean Schiersand, quien más tarde llegaría a ser vicepresidente de la entonces Telefónica Chile. El matrimonio tuvo dos hijos; Carola y Felipe, este último radicado en Estados Unidos. Se divorciaron en 1997. Tiempo después contrajo segundas nupcias con Manuel Eduardo Tironi Barrios.

#### Vida personal
Estuvo interesada en la meditación durante muchos años antes de convertirse en devota de la meditación zen después de unas vacaciones en Japón, donde se convirtió en alumna del sacerdote budista zen Gudo Wafu Nishijima. Vive y trabaja en Santiago, Chile y promueve la meditación zen entre sus empleados en el lugar de trabajo.

### Vida laboral
Empezó trabajando en el área comercial del Departamento de Crédito de Indugas. Más tarde, entre 1982 y 1984, trabajó en Republic National Bank of New York como ejecutiva de cuentas. Luego de unos años en el banco se trasladó a Valdivia. Durante un periodo de tres años se desempeñó como docente en la Universidad Austral.
Fue gerenta de finanzas de Canal 11, hasta integrarse, en 1989, al negocio familiar, en la dirección de Sal Punta de Lobos, compañía productora de sal vendida en 2001 al empresario José Yuraszeck y sus socios de Prospecta (Marcos Zylberberg, Alfonso Torrealba, Eduardo Gardella, Arsenio Molina y Marcelo Brito) en US$ 100 millones.

## Trayectoria política
Fue la primera mujer en ser nombrada directora de BancoEstado, en el gobierno del presidente Ricardo Lagos.
Militante del Partido por la Democracia (PPD) y cercana a Sergio Bitar, estuvo a cargo de la gestión de recaudación de fondos para la campaña de la candidata socialista Michelle Bachelet, integrando más tarde el primer gobierno paritario como ministra de Economía, Fomento y Reconstrucción.
Ha sido accionista de la Compañía Minera Las Ñipas, dueña de varios predios forestales y de la empresa tecnológica Blue Company.